# Radiosonda

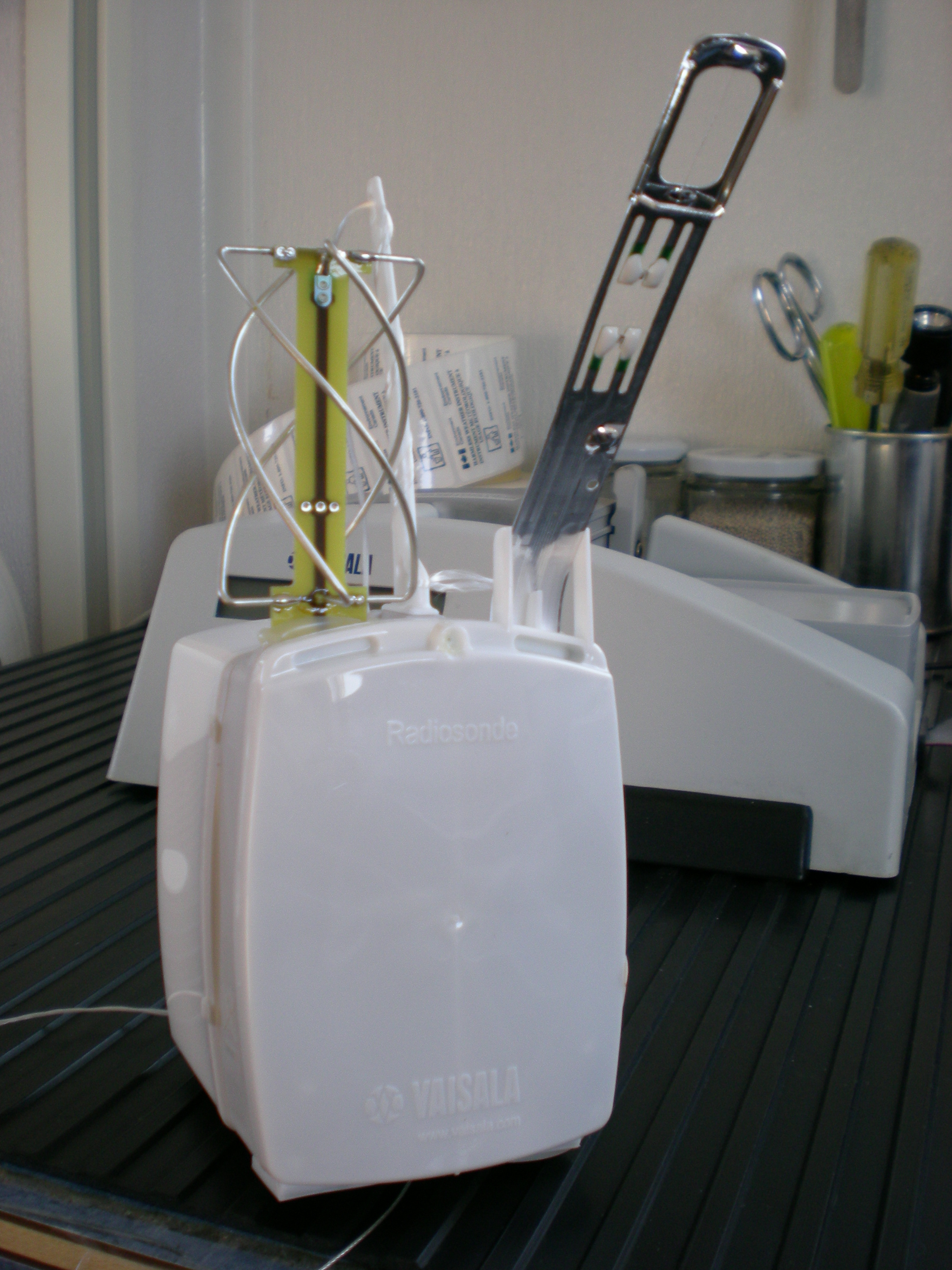
Una sonda GPS per mesurar les condicions del sòl

Una radiosonda és un aparell que es fa servir en els globus meteorològics que mesura diversos paràmetres atmosfèrics i els transmet a un receptor fix. Les radiosondes poden treballar a la freqüència de ràdio de 403 MHz o 1680 MHz i els dos tipus poden ser ajustats cap a freqüències lleugerament més altes o baixes si convé. Una rawinsonda és una radiosonda dissenyada per mesurar també la velocitat del vent i la seva direcció.
Les radiosondes modernes mesuren o calculen les següents variables:
- Pressió
- Altitud
- Coordenades geogràfiques (Latitud/Longitud)
- Temperatura
- Humitat relativa
- Vent (velocitat i direcció)
- Raig còsmics lectures fetes a gran altitud

Les ozonosondes mesuren concentracions d'ozó.

## Història
El 1924, el coronel William Blaire del Signal Corps dels Estats Units va fer els primers experiments de mesures en globus, fent ús de la dependència de la temperatura en els circuits de ràdio. La primera radiosonda veritable va ser inventada a França per Robert Bureau qui li a donar el nom de "radiosonde" i va fer volar el primer instrument el 7 de gener de 1929. Independentment un any després Pavel Molchanov va fer volar una radiosonda el 30 de gener de 1930. El disseny de Molchanov va ser l'estàndard i utilitzava el codi Morse cosa que el feia fàcil d'utilitzar.
Sergey Vernov va ser el primer a registrar raigs còsmics l'1 d'abril de 1935 amb un comptador Geiger.
El 1985, com a part del programa espacial soviètic Vega dues sondes van registrar l'atmosfera de Venus funcionant durant dos dies.
Les radiosondes modernes es comuniquen via ràdio amb un ordinador que emmagatzema totes les variables en temps real, en canvi les primeres radioones s'observaven des de terra amb un teodolit i només donaven una estimació del vent per la posició. Posteriorment el seguiment es va fer per radar. Les radiosondes modernes fan servir una gran varietat de mecanismes per determinar la velocitat del vent i la seva direcció com són el buscador de radiodirecció (radio direction finder) i el GPS. El pes típic d'una radiosonda és de 250 g. En general les radiosondes es perden i mai es recuperen en els casos dels equips més cars es fan servir vehicles aeris no tripulats o altres sistemes per recuperar-les.
En alguns casos especials de recerca en tempestes les radiosondes es llencen des d'avions (s'anomenen en angles (dropsondes)

## Llançaments quotidians de radiosondes
A tot el món hi ha més de 800 llocs de llançament de radiosondes. Pràcticament tots els llançaments quotidians es fan 45 minuts abans de les 0000 (hora UTC) i 1200 UTC. Ja que això és important pel model numèric de predicció meteorològica.

## Funcionament
El radiosondatge proporciona, dos cops al dia (00 h i 12 h UTC), un seguit de variables que permeten determinar l'estat de l'atmosfera en la vertical del punt on es fa el sondatge, fins aproximadament uns 25–30 km d'altitud. En concret, es mesura la temperatura, la humitat relativa, la pressió atmosfèrica, la temperatura del punt de rosada, i la velocitat i direcció del vent. Aquestes dades es representen típicament en diagrames termodinàmics com el que es poden consultar al web d'un SMC.